# Инаугурация Дуайта Эйзенхауэра (1953)
Первая инаугурация Дуайта Эйзенхауэра в качестве 34-го Президента США состоялась 20 января 1953 года. Одновременно к присяге был приведён Ричард Никсон как 36-й вице-президент США. Президентскую присягу проводил Председатель Верховного суда США Фред Винсон, а присягу вице-президента принимал сенатор Уильям Ноулэнд.
Эйзенхауэр положил руку на две Библии, когда принимал присягу президента: Инаугурационную Библию Джорджа Вашингтона, открытую на «2-я Паралипоменон 7:14», и его личную «Библию Вест-Пойнт», открытую на «Псалом 33:12». После этого он прочитал свою молитву вместо того, чтобы целовать Библию.

## Галерея

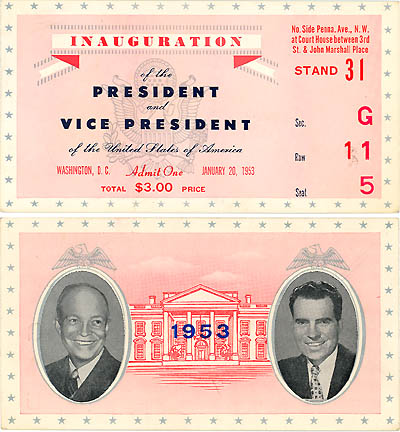
Билет на инаугурацию президента Эйзенхауэра и вице-президента Никсона
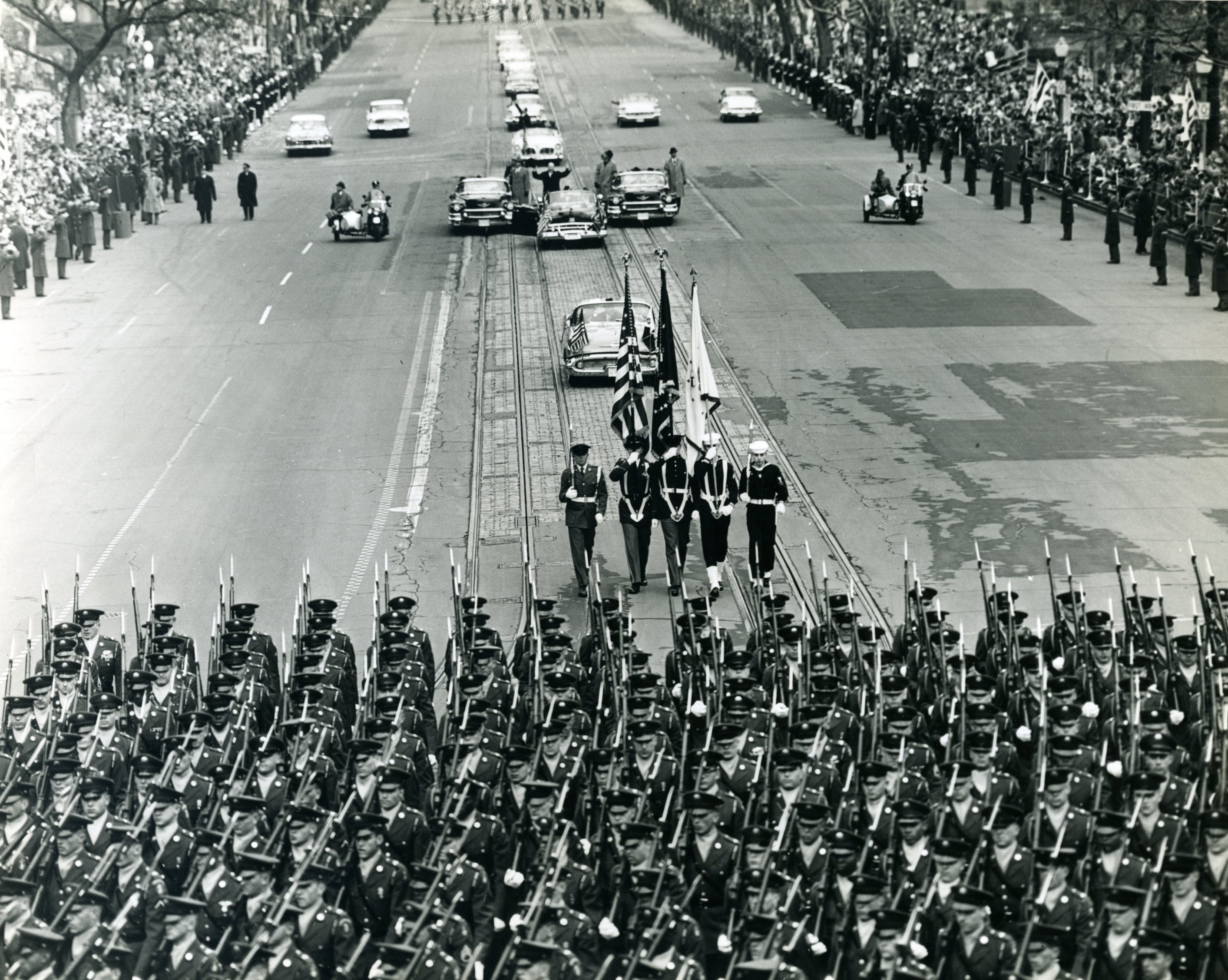
Инаугурационный парад